# Ateji
En japonès modern, ateji (当て字, 宛字 o あてじ, pronunciat [ate(d)ʑi]; "caràcters assignats") es refereix principalment als kanji utilitzats per representar fonèticament paraules natives o prestades sense tenir en compte el significat subjacent dels caràcters. Normalment sòn expressions compostes de diversos caràcter sense que el conjunt tingui un significat ideogramàtic. Per exemple, la paraula kurabu (倶楽部 club), d'origen anglès però adaptada fonèticament al japonès amb caràcters que, entesos separadament, tenen un altre sentit.
Es troben nombrosos exemples d'aquest sistema en la literatura, sobretot de l'era Meiji, als mangas, fins i tot en les cançons dels karaokes, que permeten així al lector tenir diversos nivells de comprensió d'un text, per poc que la lectura desitjada sigui indicada amb furigana: la lectura fonètica, i el contingut semàntic de cada caràcter, aquests dos podent fins i tot de vegades ser completament al contrari.